# Боаз (Вісконсин)
Боаз (англ. Boaz) — селище (англ. village) в США, в окрузі Ричленд штату Вісконсин. Населення — 129 осіб (2020).

## Географія
Боаз розташований за координатами 43°19′48″ пн. ш. 90°31′40″ зх. д. / 43.33000° пн. ш. 90.52778° зх. д. (43.329925, -90.527653).  За даними Бюро перепису населення США в 2010 році селище мало площу 0,93 км², уся площа — суходіл.

## Демографія
Згідно з переписом 2010 року, у селищі мешкало 156 осіб у 67 домогосподарствах у складі 40 родин. Густота населення становила 167 осіб/км².  Було 68 помешкань (73/км²).
Расовий склад населення:
| - 98,7 % — білих - 1,3 % — азіатів |

До двох чи більше рас належало 0,0 %. Частка іспаномовних становила 0,6 % від усіх жителів.
За віковим діапазоном населення розподілялося таким чином: 19,2 % — особи молодші 18 років, 58,4 % — особи у віці 18—64 років, 22,4 % — особи у віці 65 років та старші. Медіана віку мешканця становила 49,3 року. На 100 осіб жіночої статі у селищі припадало 110,8 чоловіків;  на 100 жінок у віці від 18 років та старших — 100,0 чоловіків також старших 18 років.
Середній дохід на одне домашнє господарство  становив 46 747 доларів США (медіана — 45 625), а середній дохід на одну сім'ю — 54 220 доларів (медіана — 58 750). За межею бідності перебувало 20,4 % осіб, у тому числі 45,0 % дітей у віці до 18 років та 10,3 % осіб у віці 65 років та старших.
Цивільне працевлаштоване населення становило 49 осіб. Основні галузі зайнятості: виробництво — 40,8 %, освіта, охорона здоров'я та соціальна допомога — 18,4 %, публічна адміністрація — 16,3 %.